# 영점 에너지

영점 에너지(零點 - , 영어: zero-point energy, ZPE) 또는 양자 진공 영점 에너지(영어: quantum vacuum zero-point energy)는 양자역학계가 가질 수 있는 가장 낮은 에너지로, 그 계의 바닥 상태의 에너지이다. 양자역학계는 그 파동적 성질로 말미암아 바닥상태에서도 동요하며 이에 따른 영점 에너지를 갖는다. 불확정성 원리에 따르면 모든 물리계는 고전역학에 따른 퍼텐셜 우물의 최솟값보다 큰 영점 에너지를 가져야 한다. 이로 인하여 절대영도에서도 운동이 일어날 수 있게 된다. 예컨대 액체 헬륨은 대기압하에서 아무리 온도가 떨어져도 얼지 않는데, 이것이 바로 영점 에너지 때문이다.

## 같이 보기
- 카시미르 효과
- 바닥 상태
- 램 이동
- 양자 요동
- 스칼라장
- 시간 결정
- 언루 효과
- 진공 기댓값
- 가상 입자